# Stilbula bangalorica
Stilbula bangalorica is een vliesvleugelig insect uit de familie Eucharitidae. De wetenschappelijke naam is voor het eerst geldig gepubliceerd in 2008 door Girish Kumar & Narendran.